# Lidhults landskommun
Lidhults landskommun var en tidigare kommun i Kronobergs län.

## Administrativ historik
När 1862 års kommunalförordningar trädde i kraft inrättades i Sverige cirka 2 500 kommuner. Huvuddelen av dessa var landskommuner (baserade på den äldre sockenindelningen), vartill kom 89 städer och åtta köpingar. I Lidhults socken i Sunnerbo härad i Småland inrättades då denna kommun.
Vid kommunreformen 1952 bildade den storkommun genom sammanläggning med de tidigare kommunerna Odensjö och Vrå.
År 1971 upplöstes den och dess område gick upp i Ljungby kommun, utom en del av området Lidhult som fördes till Hylte kommun i Hallands län.
Inom kommunen fanns mellan 1923 och 1967 municipalsamhället Lidhult.
Kommunkoden 1952–70 var 0732.

### Kyrklig tillhörighet
I kyrkligt hänseende tillhörde kommunen Lidhults församling. Den 1 januari 1952 tillkom Odensjö församling och Vrå församling.

## Geografi
Lidhults landskommun omfattade den 1 januari 1952 en areal av 378,00 km², varav 325,67 km² land.

### Tätorter i kommunen 1960
I Lidhults landskommun fanns tätorten Lidhult, som hade 635 invånare den 1 november 1960. Tätortsgraden i kommunen var då 27,6 procent.

## Politik

### Mandatfördelning i Lidhults landskommun 1938–1966
| 2 | 5 | 1 | 10 | 2 |

| 20 |

| 7 | 2 | 9 | 2 |

| 20 |

| 8 | 9 | 3 |

| 20 |

| 8 | 13 | 3 | 6 |

| 30 |

| 8 | 10 | 4 | 8 |

| 30 |

| 7 | 12 | 3 | 8 |

| 30 |

| 7 | 2 | 12 | 3 | 6 |

| 29 |

| 7 | 12 | 3 | 8 |

| 29 |